# Karl Waldbrunner
Karl Waldbrunner (ur. 25 listopada 1906 w Wiedniu, zm. 5 czerwca 1980 tamże) – austriacki polityk i inżynier, minister w rządzie federalnym, parlamentarzysta, w 1970 i w latach 1970–1971 przewodniczący Rady Narodowej.

## Życiorys
Z wykształcenia inżynier elektryk, absolwent Technische Hochschule w Wiedniu. Działał w lewicowej organizacji studenckiej VSStÖ. Od 1930 pracował w zawodzie inżyniera w przemyśle, m.in. w ZSRR. W latach 1937–1945 był starszym inżynierem w przedsiębiorstwie Schoeller-Bleckmann Stahlwerke.
Po II wojnie światowej obejmował różne stanowiska publiczne i polityczne. Działał w Socjalistycznej Partii Austrii. Pełnił funkcję sekretarza centralnego SPÖ (1946–1956), zastępcy przewodniczącego partii (1965–1974) i prezesa związanego z socjalistami związku naukowców (1950–1973). Między 1945 a 1971 wykonywał mandat posła do Rady Narodowej w ośmiu kolejnych kadencjach. Był podsekretarzem stanu do spraw przemysłu, przedsiębiorczości, handlu, transportu (od kwietnia do grudnia 1945) oraz sekretarzem stanu w resorcie planowania gospodarczego (od grudnia 1945 do marca 1946). W 1946 zajmował stanowisko ambasadora Austrii w Związku Radzieckim.
Przez ponad 13 lat nieprzerwanie wchodził w skład kolejnych rządów federalnych, którymi kierowali kolejno Leopold Figl, Julius Raab i Alfons Gorbach. Od sierpnia 1949 był ministrem transportu i do spraw znacjonalizowanych przedsiębiorstw, a następnie od listopada 1956 do grudnia 1962 ministrem transportu i przemysłu elektroenergetycznego. W latach 1962–1970 sprawował urząd drugiego przewodniczącego (pierwszego wiceprzewodniczącego) niższej izby parlamentu. Od marca do czerwca 1970 oraz od października 1970 do listopada 1971 stał na czele Rady Narodowej. W latach 1972–1980 był pierwszym wiceprezesem Austriackiego Banku Narodowego.